# Albazo
El Albazo es un género musical originario de la sierra ecuatoriana y que tiene popularidad en todo el país.  Se caracteriza por su tempo allegro y su compás ternario. Es interpretado usualmente en las fiestas y presenta muchas variaciones. 

## Origen

### Etimología
Es un ritmo que ha sido generalmente asociado con la banda de músicos, llamadas bandas de pueblo, que recorren las calles durante las grandes festividades en el alba, es     debido a esto su nombre ya que es una derivación de este periodo del día más el sufijo -azo de carácter aumentativo.

### Historia
Existen varias teorías acerca de su origen. Una de ellas ubica sus raíces musicales en la alborada,el fandango, y la zamacueca; por lo tanto estaría influenciado por la cueca chilena y la zamba argentina, musicalmente y sería danzado a manera de fandango, como comúnmente sucedía en América. Otra conjetura es la del compositor Luis H. Salgado, quien lo clasifica como parte de las "danzas criollas" de Ecuador, junto con el aire típico y el alza. Existe otra teoría acerca de su origen,  que se basa en los estudios de Gerardo Guevara quien lo relaciona con un yaraví pero que es interpretado a un tempo allegro, algo que es común en las sinfonías de la música clásica de Ecuador. Esta última teoría la relaciona con la conjetura de que el bambuco colombiano tiene un origen heredado de los quechuas, los cuales, mientras hacían cerámica acostumbraban interpretarlo.Esta relación ha sido explorada lo que ha permitido la creación del son sureño que es la fusión del albazo con el bambuco.Por su compás ternario imita el galope de un caballo, por lo que ha sido utilizado para representar al chagra, es decir al vaquero de la sierra centro norte de Ecuador. Uno de los albazos más conocidos en este tema es "La Vuelta del Chagra".   

## Estructura y ejemplos

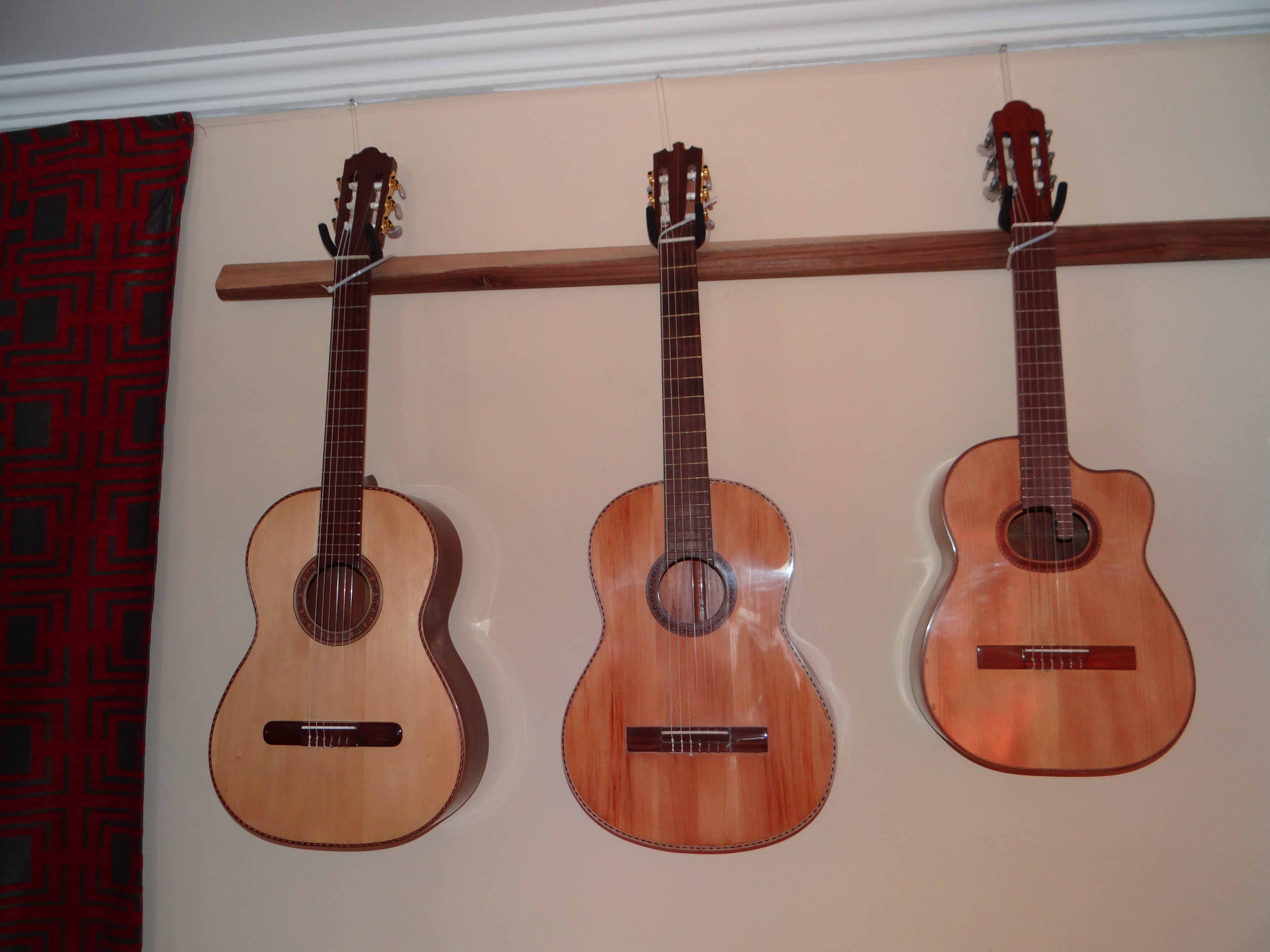
Trío de guitarras en el centro histórico de Quito

Pese al predominio de la modalidad menor, el albazo tiene un ritmo caprichoso y festivo que invita al baile y a la alegría, esto se debe a que se entona en compás de 6/8. Sus textos están constituidos por coplas o pequeños poemas que tratan una variedad de temáticas. Su ritmo alterna los tiempos binario y ternario (empiola), razón por la cual su acompañamiento resulta un tanto complejo para quien no está acostumbrado a tocar el instrumento requerido para estos ritmos.

### Variaciones en el acento
Existen muchas formas de clasificación del albazo, puesto que existen muchas variaciones de las danzas y temas en compás ternario con ligeros cambios rítmicos como sincopas o el tempo. Se han identificado por lo menos seis variaciones, que muchas veces suelen ser considerados incluso como géneros musicales separados:
- Albazo I: interpretación tradicional y se lo conoce meramente como Albazo.
- Albazo II: interpretación sincopada, usualmente con bombo. Es un género del sur de Ecuador conocido como Capishca.
- Albazo III: interpretación sincopada, empieza en una tonalidad mayor y la segunda parte en la tonalidad menor. Es conocido como Saltashpa.
- Albazo IV: interpretación sincopada y ligero, está relacionado con la chilena y es de carácter festivo. Es conocido como Aire típico.
- Albazo V: interpretación parecido al Albazo III. En el tercer tiempo se marca el acento y cambian los acordes. Es conocido como el Alza.
- Albazo VI: interpretación distinta al resto y es conocida como Aire tradicional. Un ejemplo es la canción "Mi Tierra Linda el Ecuador".

### Variaciones en el tempo

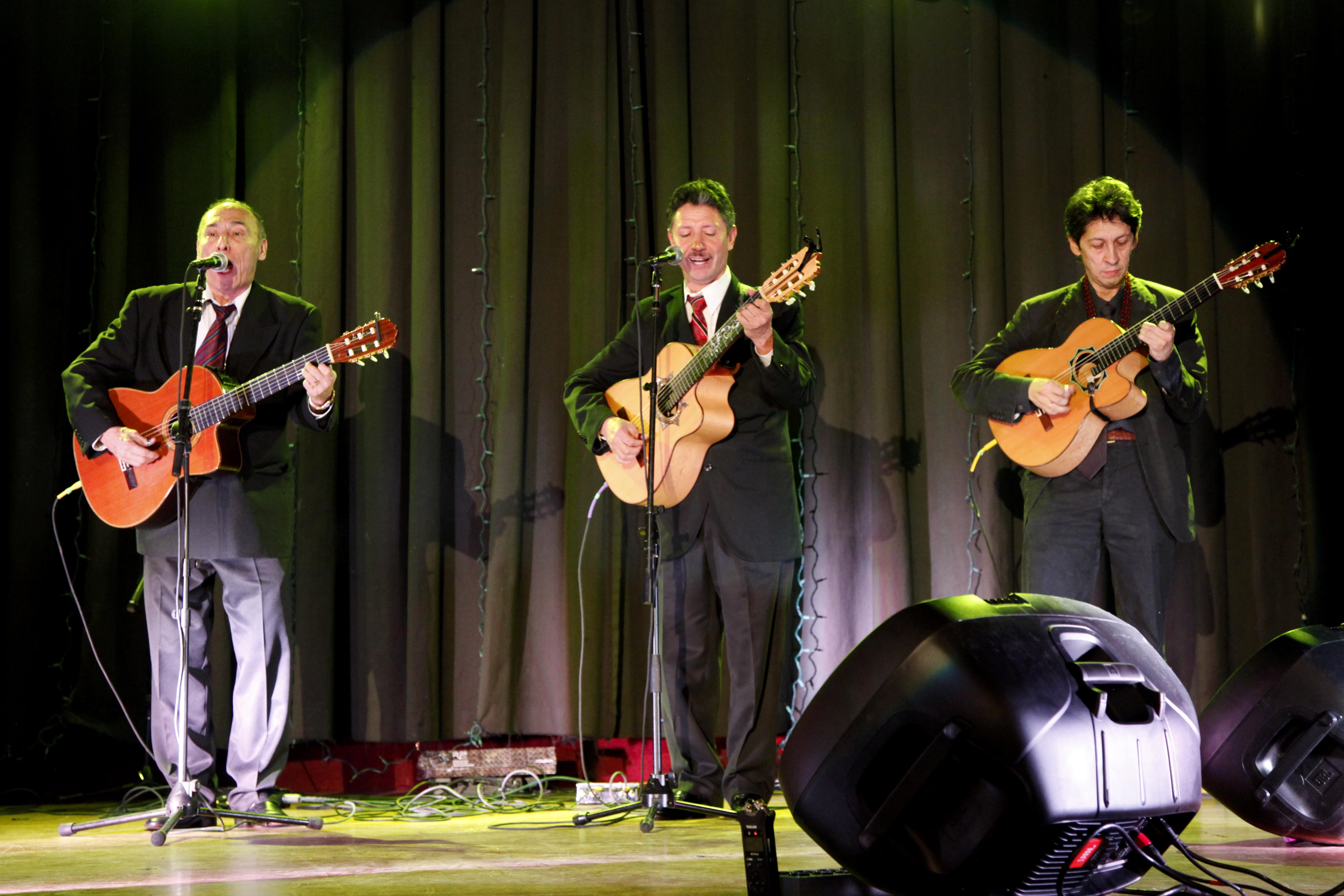
Trio interpretando albazos

El tempo de los albazos puede variar mucho, dependiendo del nivel de carácter festivo que el compositor quiere dotar al tema en cuestión. Esto además es algo que toman en cuenta las bandas de pueblo al interpretar los albazos. En general se deja aquellos que tienen un tempo más rápido para el final, pues estos serían los que se bailarían junto con pirotecnia durante las fiestas populares. 
Mientras que la disminución del tempo en el albazo lo acercan al pasillo y al yaraví, al aumentar su tempo muchos compositores logran tropicalizar el albazo y hacerlo puramente bailable. Algo similar sucede cuando se fusiona el bambuco con la música tropical. Esto ha permitido que este género musical sea muy versátil llegando incluso a fusionarlo con reggaeton como en el caso de la canción "El delicioso" de Papaya dada.La investigación musicológica de este género y su compatibilidad con los géneros tropicales han llevado incluso a la propuesta de su fusión con la clave del sudoeste de África.

### Ejemplos
Entre todos los tipos de albazos con sus variaciones existen muchas composiciones. A continuación se presenta una selección de algunos que son populares:
- Amarguras
- Apostemos que me caso
- Avecilla
- Ay no se puede
- Dolencias
- Compadre péguese un trago
- Esta guitarra vieja
- La Venada
- Morena la Ingratitud
- La vuelta del chagra
- Que lindo es mi Quito
- Simiruco
- Si tú me olvidas
- Triste me voy
- Zapatea